# Klaus Basten
Klaus Basten (* 1. Oktober 1963) ist ein ehemaliger deutscher Fußballspieler. Er bestritt insgesamt sieben Bundesliga- und 67 Zweitligapartien.

## Karriere
Der Stürmer Basten rückte 1985 in den Uerdinger Profikader. Bis 1987 wurde er siebenmal eingewechselt, er stand nie in der Startelf und ihm gelang kein Tor. 1987 wechselte er in die 2. Bundesliga zu Union Solingen, wo er auf zehn Tore kam. Er trug somit maßgeblich zum Solinger Klassenerhalt bei. Zu Saisonende wechselte er innerhalb der Liga zum VfL Osnabrück, für den er sieben Tore erzielte. 1988 ging er zum SV Türk Gücü München, der gerade in die Bayernliga aufgestiegen war. Den Münchenern blieb er bis 1995 treu. Im März dieses Jahres ging Basten für ein Vierteljahr zu Jahn Regensburg, bevor er seine Karriere beim VfR Garching beendete.